# 共和国記念日 (インド)
インドの共和国記念日（きょうわこくきねんび）は、インドの祝日で、1月26日。1950年1月26日にインド憲法が発布され、共和国となったことを記念する日である。

## 概要
8月15日の独立記念日や10月2日のガンディー生誕記念日とは別に祝われる（独立記念日は1947年に英連邦王国としてのインド連邦が成立して独立国となったことを祝う）。

## 式典
共和国記念日の式典では、インド陸軍により首都のニューデリーからパレードが行われる。
近年、この式典に外国の首脳が主賓として招かれることが慣例となっているが、式典への招待はインド国外の首脳に贈られる最高の栄誉とされる。

### 年表
- 2014年 - 安倍晋三が日本の内閣総理大臣として初めて主賓として出席[2]。
- 2015年 - バラク・オバマがアメリカ合衆国大統領として初めて主賓として出席[3]。

## 各国の憲法記念日
- 憲法記念日（戦後日本。5月3日）